# James 200cc-modellen 1929-1939
De James 200cc-modellen 1929-1939 vormen een serie 200cc-motorfietsen die het Britse merk James produceerde van 1929 tot 1939. 

## Voorgeschiedenis
In de jaren tien van de 20e eeuw groeide James snel met de productie van vooral zware motorfietsen van 558- tot 750 cc, maar men bracht ook al lichte tweetakten voor woon-werkverkeer uit, de 225cc-James 2¼ HP-modellen met motoren uit eigen productie. De productie daarvan stopte na 1924, en de 250cc-modellen kenden vooralsnog alleen viertaktmotoren. In 1928 was men begonnen met de productie van 175cc-tweetaktmodellen met inbouwmotoren van tweetaktspecialist Villiers. 

## 200cc-modellen
In 1929 verschenen de eerste 200cc-modellen, eveneens met motorblokken van Villiers. Ze kregen de nieuwe typenamen die in 1929 werden ingevoerd en waarbij elk bouwjaar werd aangeduid met een letter: "A" voor 1929, "B" voor 1930 enz. Voor de 200cc-modellen begon de telling bij A8, want de aanduidingen A1 t/m A3 waren voor de 500cc-modellen, A4 t/m A6 voor de 350cc-modellen en A7 voor een 175cc-model. Alle 200cc-modellen hadden al een zadeltank en het daarbij behorende nieuwe frame, een transitie vanaf de flattankframes waarmee James in 1928 begonnen was. De eerste modellen hadden ook nog kamzuigermotoren.

### 1929: Model A8 en Model A9
Hoewel de Modellen A8 en A9 tegelijk op de markt kwamen, hadden ze niet dezelfde Villiers-tweetaktmotor. Het Model A8 was het sportmodel met 196cc-Villiers Sportsblok met een Villiers single lever-carburateur, een vliegwielmagneet voor de ontsteking, de "Villiers Improved Automatic Lubrication", twee uitlaatpoorten en dus ook twee fishtail pipes, drie versnellingen, twee koppelingsplaten, een 5 inch trommelrem in het voorwiel en een 6 inch trommelrem in het achterwiel. Er was een achterwielstandaard en een bagagerek, verstelbare voetsteunen, een Terry-zweefzadel en bij de standaarduitrusting ook een grote gereedschapstas, een bandenpomp en een oliepompje om de olietank te vullen. Onder het zadel zat het olietankje, want de machine had geen mengsmering. De Villiers Improved Automatic Lubrication, opvolger van de Villiers Patented Automatic Lubrication, was namelijk een automatisch smeersysteem waarbij de olie niet in de benzine vermengd zat, maar werd toegevoerd afhankelijk van de behoefte van de motor (door onderdruk in het carter). De motortechnische gegevens van het toermodel A9 waren identiek, maar dit model had nog mengsmering. Verder ontbeerde dit model het bagagerek en was er een gereedschapskastje op de plaats van de olietank gemonteerd. 

### 1930: Model B9 Super Sports De Luxe en Model B10 Sports
In 1930 werd er geen toermodel meer geleverd. Het Model B9 Super Sports De Luxe had het automatische smeersysteem en een two lever carburateur en was verder identiek aan de eerdere modellen, maar als "De Luxe" had het bij de basisuitrusting frictiedempers op de webbvork, een bagagedrager, achterwielstandaard, gereedschapstas met boordgereedschap, bandenpomp, olievulpomp en het Villiers-elektrische verlichtingssysteem dat met een batterij werkte en waar een koplamp, een achterlicht en een laadapparaat voor de batterij bij hoorde. Verder kon men - tegen betaling - verchroomde uitlaten, stuur en stuurmanettes en tank krijgen. Voor en achter waren nu 6 inch remtrommels toegepast. Het Model B10 Sports was identiek, maar met een single lever carburateur en zonder de "De Luxe"-accessoires als verlichting en frictiedempers. 

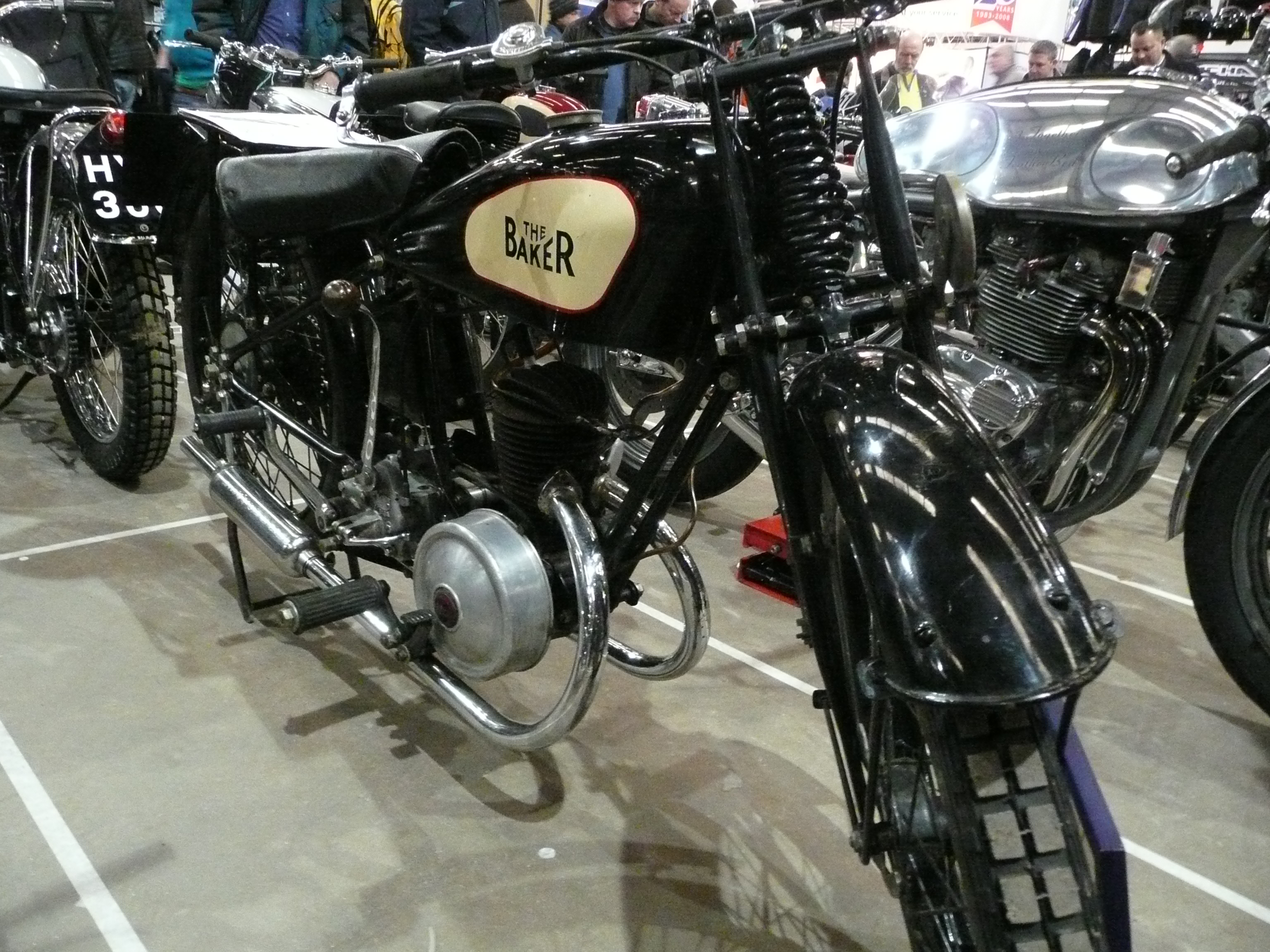
Deze Baker Super Sports uit 1927 toont het "Baker patent duplex frame". Het was helemaal samengesteld uit dunne, rechte buizen die aan elkaar geschroefd waren. De buizen die de motor droegen waren dubbel ("duplex") uitgevoerd.

### 1931: Model C9 Super Sports De Luxe, Model C11 Sports en Model C12
De wat opmerkelijke onderbreking in de type-aanduiding kwam doordat het Model C10 naar een 175cc-model ging, het James Model C10 Super Sports De Luxe. James bracht drie modellen uit: het luxe-sportmodel C9, het standaard-sportmodel C11 en het toermodel C12. James had intussen het failliete merk Baker opgekocht en kon daarom nieuwe frames en voorvorken gebruiken: het Baker patent Duplex frame met middenbok en de James patent girdervork. Het Model C9 was het topmodel, met two lever-carburateur, dubbele uitlaatpoort en -uitlaat, het Villiers-verlichtingssysteem met parkeerlicht, gereedschapskist met boordgereedschap, bandenpomp en olievulpomp. Het Model C11 was identiek, maar had waarschijnlijk een iets andere motor met één uitlaatpoort. Het toermodel C12 had in elk geval een eenpoorts-tweetaktmotor met single lever-carburateur en mengsmering en werd zonder bagagedrager geleverd. 

### 1932: Model D11 Super Sports De Luxe en Model D12
Het Model D11 volgde het Model C9 op, het Model D12 was de opvolger van het Model C12. Het verschil met het vorige jaar was dat beide machines een verstelbaar stuur kregen, terwijl het Model C12 ook standaard van beenschilden werd voorzien. 

### 1933: Model E12 Terrier
In 1933 leverde James de machines weer met een eigen tweetaktmotor met mengsmering en een Amal-carburateur. Er was nog maar één model over: E12 Terrier, een naam die Douglas uit Bristol een jaar eerder had gebruikt voor de 350cc-Douglas A 32 Terrier. Men gebruikte in dit jaar geen producten van Villiers: De elektrische installatie werd vervangen door een Lucas 6V-systeem met dynamo, accu, een grote koplamp met groot- en dimlicht en een achterlicht. De Terrier kreeg een bagagedrager en beenschilden en was dus meer toer- dan sportmotor.

### 1934: Model F12 Lightweight
Het Model F12 kreeg weer een Villiers-motor, maar nu de Villiers Long Stroke met een boring/slagverhouding van 59 × 72 mm en gewone mengsmering en een vierversnellingsbak. Omdat ook dit een twin port-motor was kreeg de machine twee uitlaten. Voor de elektrische installatie bleef men echter bij Lucas, omdat daarbij de accu door de dynamo werd opgeladen, terwijl het Villiers-systeem met een oplaadbare batterij werkte. 

### 1935: Model G12 Lightweight
In 1935 werd weer een ander motor gebruikt, de James Long Stroke, maar met een Villiers-carburateur en slechts drie versnellingen. Ook de beenschilden kwamen weer terug. 

### 1936: Model H12 Deluxe Lightweight
Het Model H12 kreeg de Villiers Long Stroke Twin Port motor. De toevoeging "Deluxe" hield in dat de uitrusting weer vrij uitgebreid was, met de Lucas-elektrische installatie, gereedschapsset, zelfs met een vetspuit, knijpclaxon, bandenpomp en beenschilden, maar weer met drie versnellingen. 

### 1937: Model I12 Deluxe Lightweight
Het Model I12 was technisch identiek aan het Model H12.

### 1938: Model J12 Deluxe Lightweight
Ook bij het Model J12 waren er geen technische wijzigingen, maar dit model kreeg tankpads aan weerszijden van de tank.

### 1939: Model K12
Bij het laatste model kwamen er wel een aantal wijzigingen. Op de eerste plaats werd de gasbedieningsmanette vervangen door een twist grip. In de tankdop kwam een maataanduiding voor de juiste mengverhouding van benzine en olie: 16:1. Bovendien kreeg de motor een vlakke zuiger, terwijl tot dat moment kamzuigertweetakten waren gebruikt en de elektrische installatie werd sterker. De middenbok werd weer vervangen door zowel een voorwiel- als een achterwielstandaard. 
Het uitbreken van de Tweede Wereldoorlog beëindigde voorlopig de productie. In 1940 leverde men alleen nog twee autocycles, de 98cc-modellen L18 en L20. In 1943 verscheen er pas weer een (militaire) motorfiets van James, de Military Lightweight. Het eerste 200cc-model volgde pas in 1949, de James E6 Deluxe. 

## Technische gegevens
| James Model            | A8                                      | A9                                  | B9                                      | B10                                     | C9                                      | C11                                     | C12                                 | D11                                     |
| ---------------------- | --------------------------------------- | ----------------------------------- | --------------------------------------- | --------------------------------------- | --------------------------------------- | --------------------------------------- | ----------------------------------- | --------------------------------------- |
| Periode                | 1929                                    | 1929                                | 1930                                    | 1930                                    | 1931                                    | 1931                                    | 1931                                | 1932                                    |
| Categorie              | Sportmodel                              | Toermodel                           | Sportmodel                              | Sportmodel                              | Sportmodel                              | Sportmodel                              | Toermodel                           | Sportmodel                              |
| Motortype              | Tweetakt                                | Tweetakt                            | Tweetakt                                | Tweetakt                                | Tweetakt                                | Tweetakt                                | Tweetakt                            | Tweetakt                                |
| Bouwwijze              | Dwarsgeplaatste staande eencilinder     | Dwarsgeplaatste staande eencilinder | Dwarsgeplaatste staande eencilinder     | Dwarsgeplaatste staande eencilinder     | Dwarsgeplaatste staande eencilinder     | Dwarsgeplaatste staande eencilinder     | Dwarsgeplaatste staande eencilinder | Dwarsgeplaatste staande eencilinder     |
| Koeling                | Lucht                                   | Lucht                               | Lucht                                   | Lucht                                   | Lucht                                   | Lucht                                   | Lucht                               | Lucht                                   |
| Boring                 | 61 mm                                   | 61 mm                               | 61 mm                                   | 61 mm                                   | 61 mm                                   | 61 mm                                   | 61 mm                               | 61 mm                                   |
| Slag                   | 67 mm                                   | 67 mm                               | 67 mm                                   | 67 mm                                   | 67 mm                                   | 67 mm                                   | 67 mm                               | 67 mm                                   |
| Cilinderinhoud         | 195,8 cc                                | 195,8 cc                            | 195,8 cc                                | 195,8 cc                                | 195,8 cc                                | 195,8 cc                                | 195,8 cc                            | 195,8 cc                                |
| Carburateur (Villiers) | Single lever                            | Single lever                        | Two lever                               | Single lever                            | Two lever                               | Two lever                               | Single lever                        | Two lever                               |
| Smeersysteem           | Villiers improved automatic lubrication | Mengsmering                         | Villiers improved automatic lubrication | Villiers improved automatic lubrication | Villiers improved automatic lubrication | Villiers improved automatic lubrication | Mengsmering                         | Villiers improved automatic lubrication |
| Primaire aandrijving   | Ketting                                 | Ketting                             | Ketting                                 | Ketting                                 | Ketting                                 | Ketting                                 | Ketting                             | Ketting                                 |
| Koppeling              | Dubbele droge plaat                     | Dubbele droge plaat                 | Dubbele droge plaat                     | Dubbele droge plaat                     | Dubbele droge plaat                     | Dubbele droge plaat                     | Dubbele droge plaat                 | Dubbele droge plaat                     |
| Versnellingen          | 3                                       | 3                                   | 3                                       | 3                                       | 3                                       | 3                                       | 3                                   | 3                                       |
| Secundaire aandrijving | Ketting                                 | Ketting                             | Ketting                                 | Ketting                                 | Ketting                                 | Ketting                                 | Ketting                             | Ketting                                 |
| Rijwielgedeelte        | Dubbel wiegframe                        | Dubbel wiegframe                    | Dubbel wiegframe                        | Dubbel wiegframe                        | Baker patent duplex                     | Baker patent duplex                     | Baker patent duplex                 | Baker patent duplex                     |
| Voorvork               | Webbvork                                | Webbvork                            | Webbvork met frictiedempers             | Webbvork                                | Baker patent girder                     | Baker patent girder                     | Baker patent girder                 | Baker patent girder                     |
| Achtervork             | Star                                    | Star                                | Star                                    | Star                                    | Star                                    | Star                                    | Star                                | Star                                    |
| Remmen                 | Trommelremmen                           | Trommelremmen                       | Trommelremmen                           | Trommelremmen                           | Trommelremmen                           | Trommelremmen                           | Trommelremmen                       | Trommelremmen                           |
| James Model            | D12                                     | E12                                 | F12                                     | G12                                     | H12                                     | I12                                     | J12                                 | K12                                     |
| Periode                | 1932                                    | 1933                                | 1934                                    | 1935                                    | 1936                                    | 1937                                    | 1938                                | 1939                                    |
| Categorie              | Toermodel                               | Toermodel                           | Toermodel                               | Toermodel                               | Toermodel                               | Toermodel                               | Toermodel                           | Toermodel                               |
| Motortype              | Tweetakt                                | Tweetakt                            | Tweetakt                                | Tweetakt                                | Tweetakt                                | Tweetakt                                | Tweetakt                            | Tweetakt                                |
| Bouwwijze              | Dwarsgeplaatste staande eencilinder     | Dwarsgeplaatste staande eencilinder | Dwarsgeplaatste staande eencilinder     | Dwarsgeplaatste staande eencilinder     | Dwarsgeplaatste staande eencilinder     | Dwarsgeplaatste staande eencilinder     | Dwarsgeplaatste staande eencilinder | Dwarsgeplaatste staande eencilinder     |
| Koeling                | Lucht                                   | Lucht                               | Lucht                                   | Lucht                                   | Lucht                                   | Lucht                                   | Lucht                               | Lucht                                   |
| Boring                 | 61 mm                                   | Onbekend                            | 59 mm                                   | Onbekend                                | 59 mm                                   | 59 mm                                   | 59 mm                               | Onbekend                                |
| Slag                   | 67 mm                                   | Onbekend                            | 72 mm                                   | Onbekend                                | 72 mm                                   | 72 mm                                   | 72 mm                               | Onbekend                                |
| Cilinderinhoud         | 195,8 cc                                | ca. 196 cc                          | 196,8 cc                                | ca. 196 cc                              | 196,8 cc                                | 196,8 cc                                | 196,8 cc                            | ca. 196 cc                              |
| Carburateur            | Villiers single lever                   | Amal                                | Villiers                                | Villiers                                | Villiers                                | Villiers                                | Villiers                            | Villiers                                |
| Smeersysteem           | Mengsmering                             | Mengsmering                         | Mengsmering                             | Mengsmering                             | Mengsmering                             | Mengsmering                             | Mengsmering                         | Mengsmering                             |
| Primaire aandrijving   | Ketting                                 | Ketting                             | Ketting                                 | Ketting                                 | Ketting                                 | Ketting                                 | Ketting                             | Ketting                                 |
| Koppeling              | Onbekend                                | Onbekend                            | Onbekend                                | Onbekend                                | Onbekend                                | Onbekend                                | Onbekend                            | Onbekend                                |
| Versnellingen          | 3                                       | 3                                   | 4                                       | 3                                       | 3                                       | 3                                       | 3                                   | 3                                       |
| Secundaire aandrijving | Ketting                                 | Ketting                             | Ketting                                 | Ketting                                 | Ketting                                 | Ketting                                 | Ketting                             | Ketting                                 |
| Rijwielgedeelte        | Baker patent duplex                     | Dubbel wiegframe                    | Dubbel wiegframe                        | Dubbel wiegframe                        | Dubbel wiegframe                        | Dubbel wiegframe                        | Dubbel wiegframe                    | Dubbel wiegframe                        |
| Voorvork               | Baker patent girder                     | Girder                              | Girder                                  | Girder                                  | Girder                                  | Girder                                  | Girder                              | Girder                                  |
| Achtervork             | Star                                    | Star                                | Star                                    | Star                                    | Star                                    | Star                                    | Star                                | Star                                    |
| Remmen                 | Trommelremmen                           | Trommelremmen                       | Trommelremmen                           | Trommelremmen                           | Trommelremmen                           | Trommelremmen                           | Trommelremmen                       | Trommelremmen                           |